# 下寺湾镇
下寺湾镇，是中华人民共和国陕西省延安市甘泉县下辖的一个乡镇级行政单位。

## 行政区划
下寺湾镇下辖以下地区：
下寺湾社区、下寺湾村、蛇河沟村、胡皮头村、柳河渠湾村、程家纸坊村、张家沟村、闫家沟村、井家峁村、营盘山村、洛家沟村、贺家湾村、田家沟村、龙咀沟村、雨岔村、锁崖窑村、甘沟河村、柴关山村和新庄洼村。